# Liutprand van de Longobarden
Liutprand (ook: Luitprand; - januari 744) was van ongeveer 712 tot 744 koning van de Longobarden.
Tijdens zijn lange regeringsperiode wijdde hij zich aan de consolidatie van zijn rijk en liet zich opmerken als wetgever en begunstiger van de kerk. Hij bouwde de koninklijke macht verder uit en kon de beide semi-autonome hertogdommen Spoleto en Benevento tijdelijk onder zijn controle brengen. Hij gebruikte de verzwakking van de Byzantijnse positie in Italië tijdens de Byzantijnse beeldenstrijd voor de territoriale uitbreiding van zijn rijk, maar verzaakte dan aan zijn veroveringen in de ducatus van Rome en andere Romeinse kerkgoederen ten gunste van paus Zacharias. Onder Liutprands heerschappij bereikte het Longobardenrijk het hoogtepunt van zijn macht.

## Leven

### Jeugd
Liutprand was de jongere zoon van Ansprand en Theodorada. Na de dood van koning Cunipert in 700 werd Ansprand regent voor diens minderjarige zoon en troonopvolger Liutpert. Daartegen verhief zich acht maanden na de dood van Cunipert Raginpert, de hertog van Turijn, die Ansprand overwon in de slag bij Novara. Raginpert stierf weliswaar reeds in 701, doch werd daarop diens zoon Aripert II koning.
In de slag bij Ticinum (Pavia) overwon Aripert II het leger van koning Liutpert onder leiding van Ansprand, Ato, Tatzo, Rotharit en Farao, waarbij hij Liutpert wist gevangen te nemen. Ansprand vluchtte daarop naar het Beierse hof, waar dux Theodo II hem welwillend opnam. De jonge Liutpert werd in 703 door Aripert als potentiële troonrivaal vermoord. Ansprand's familie werd verminkt: zijn zoon Sigiprand werden de ogen uitgestoken, zijn vrouw Theodorada en zijn dochter Aurona werden neus en oren afgesneden, enkel Ansprand's jongste zoon Liutprand mocht naar zijn vader in ballingschap.
In 712 stelde Theodo hen een leger ter beschikking, waarmee Ansprand en Liutprand over de Alpen troken. Bij Pavia kwam het tot een veldslag met Aripert's leger. Deze slag was duidelijk nog niet beslist, toen Aripert 's avonds zijn leger achterliet, om de nacht in het paleis door te brengen. Het leger voerde zich hierdoor verraden en sloeg aan het muiten. Aripert vluchtte daarop weg uit en verdronk in de Ticino, die hij met schatten beladen wou overzwemmen. Ansprand kon nu onbetwist de troon bestijgen, maar stierf reeds drie maanden later. Op 13 juni kon Liutprand zich tot koning laten kronen.

### Koning van de Longobarden

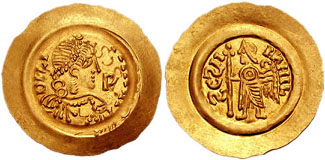
Tremissis van Luitprand
DN LI TPRAN
Dominus noster Liutprandus (Onze heer Liutprand)
SCS MIHHIL (Sint-Michiel).

In 712 wist hij een moordaanslag door zijn consanguineus (bloedverwant) Rothari te overleven waarna hij hem doodde. Rothari's vier zonen liet Liutprand executeren. Twee van zijn armigeri (wapendragers) planden een andere aanslag. Door Liutprand ter verantwoording geroepen, bekenden ze hun schuld en kregen gratie verleend. Daarmee was Luitprand's koningschap voorlopig gevestigd. In Italië waren er vier concurrerende politieke machten: de koning van de Longobarden, de semi-autonome hertogdommen Spoleto en Benevento, de stadhouders van het Byzantijnse Rijk en de sterk wordende kerkelijke staat. Desalniettemin koesterde Liutprand de ambitie koning van heel Italië te worden. Liutprand trof een schikking met Romuald II van Benevento, waarbij hij hem omstreeks 715 zijn nicht Gumperga tot vrouw gaf.
Faroald II, de dux van Spoleto, veroverde rond 716 eigenmachtig de Byzantijnse havenstad Classis, maar moest ze op bevel van Liutprand weer ontruimen. Longobarden uit Benevento veroverden in 717 onder Romuald II het Byzantijnse Cumae, maar werden op interventie van paus Gregorius II na enige tijd door de dux van Napels weer verdreven. Luitprand bevestigde omstreeks 720 aan de kerk de door Aripert II voorgenomen schenkingen in de Cottische Alpen.
Met Beieren was Liutprand sinds zijn ballingschap verbonden. Hij greep in 717 na de dood van hertog Theodo II ten gunste van zijn verwanten in de interne Beierse conflicten in. Rond 715 trouwde hij met de Beierse prinses Guntrud, met wie hij een dochter had. Omstreeks 725 greep hij tezamen met Karel Martel nochmaals in de Beierse aangelegenheden in, veroverde meerdere steden en verschoof de Longobardische grens noordwaarts naar Magias (Mais bij Meran).
Slavische stammen vielen de plaats Lauriana in Friaul aan, maar werden door dux Pemmo teruggeslagen. De Longobarden veroverden het Byzantijnse Narnia (Narni).
Liutprand kocht van de Saracenen het gebeente van de heilige Augustinus van Hippo af en liet het overbrengen naar Pavia.

#### Iconoclastenstrijd
De Byzantijnse keizer Leo III verbood in 726 de beeldenvereringen en verordende de verwijdering van alle heiligenbeelden uit kerken. Het iconoclastische edict van Leo III leidde in Rome en het Longobardenrijk tot oproer tegen de Byzantijnse heerschappij. Paus Gregorius II veroordeelde op een Romeinse synode de beeldenstormers. Liutprand belegerde de stad Ravenna en verwoeste haar Byzantijnse marinehaven Classis. De patricius Paulus uit Ravenna zond troepen uit tegen de paus, die door het Longobardische leger werden teruggedrongen. Liutprand veroverde de Byzantijnse steden Feronianum (Fregnano), Mons Bellius (Monteveglio), Buxeta (Busseto), Persiceta (San Giovanni in Persiceto), Bononia (Bologna), de Adriatische Pentapolis (Rimini, Pesaro, Fano, Sinigaglia en Ancona), Auximum (Osimo) en Sutri, dat hij een weinig later zogenaamd aan paus Gregorius II zou hebben toegezegd; een anticipatie op de zogenaamde Pepijnse Schenking op kleine schaal. Thomas Hodgkin verdedigt de opvatting, dat de steden zich min of meer vrijwillig onder de hoede van Liutprand plaatsten, om zich in het conflict tussen de paus en Byzantium te ontzien.

#### Uitbreiding van de koninklijke macht
In 727 werd de Byzantijnse exarch Paulus van Ravenna gedood tijdens een oproer. Zijn opvolger, de eunuch Eutychius, landde bij Napels en sloot na een mislukte aanslag op de paus rond 730 een bondgenootschap met Liutprand. Liutprand wou Spoleto en Benevento aan zijn invloed onderwerpen en liet de exarch de vrije hand met betrekking tot Rome. Hij onderwierp Transamund II, de hertog van Spoleto, en marcheerde dan naar Rome, waar hij een overeenkomst tussen paus Gregorius II en exarch Eutychius wist te bereiken. Met de Byzantijnse steden Venetië en Comacchio sloot hij verdragen.
Toen Pemmo, de dux van Friaul, de patriarch Calixtus omstreek 731 gevangen nam, viel hij in ongenade en Liutprand stelde diens zoon Ratchis als dux aan. Pemmo vluchtte met zijn aanhangers naar de Slaven, totdat Ratchis de koning tot verzoening kon bewegen. Pemmo werd samen met zijn zonen Ratchait en Aistulf genade verleend, de anderen werden opgesloten.
Romuald II van Benevento was rond 730 gestorven. De usurpator Audelahis overwon Liutprand rond 732 en stelde zijn eigen neef Gregorius als dux aan. Romuald's minderjarige zoon Gisulf II nam hij mee naar Pavia, waar hij hem als zijn eigen zoon groot bracht.
Hij zocht goede verhoudingen te onderhouden met het Frankische Rijk, waar sinds 719 de hofmeier Karel Martel zich als feitelijk heerser had weten te vestigen. Karels zoon Pepijn de Korte werd in 734/737 door Liutprand geadopteerd. Karel Martel was met Sonichildis, een nicht van Liutprand's vrouw Guntrud getrouwd. Toen Karel Martel in 737 Liutprand vroeg hem in de Provence tegen de Saracenen bij te staan, verklaarde deze zich bereid tot gewapende bijstand. Liutprand trok in 737 over de Alpen en vocht aan de zijde van Karel Martel tegen de Saracenen in Aix-en-Provence en in Arles. Liutprand's neef Hildebrand kon Ravenna rond 737 innemen, maar verloor het omstreeks 740 weer aan de Venetianen.

#### Hernieuwde onrusten in Spoleto en Benevento

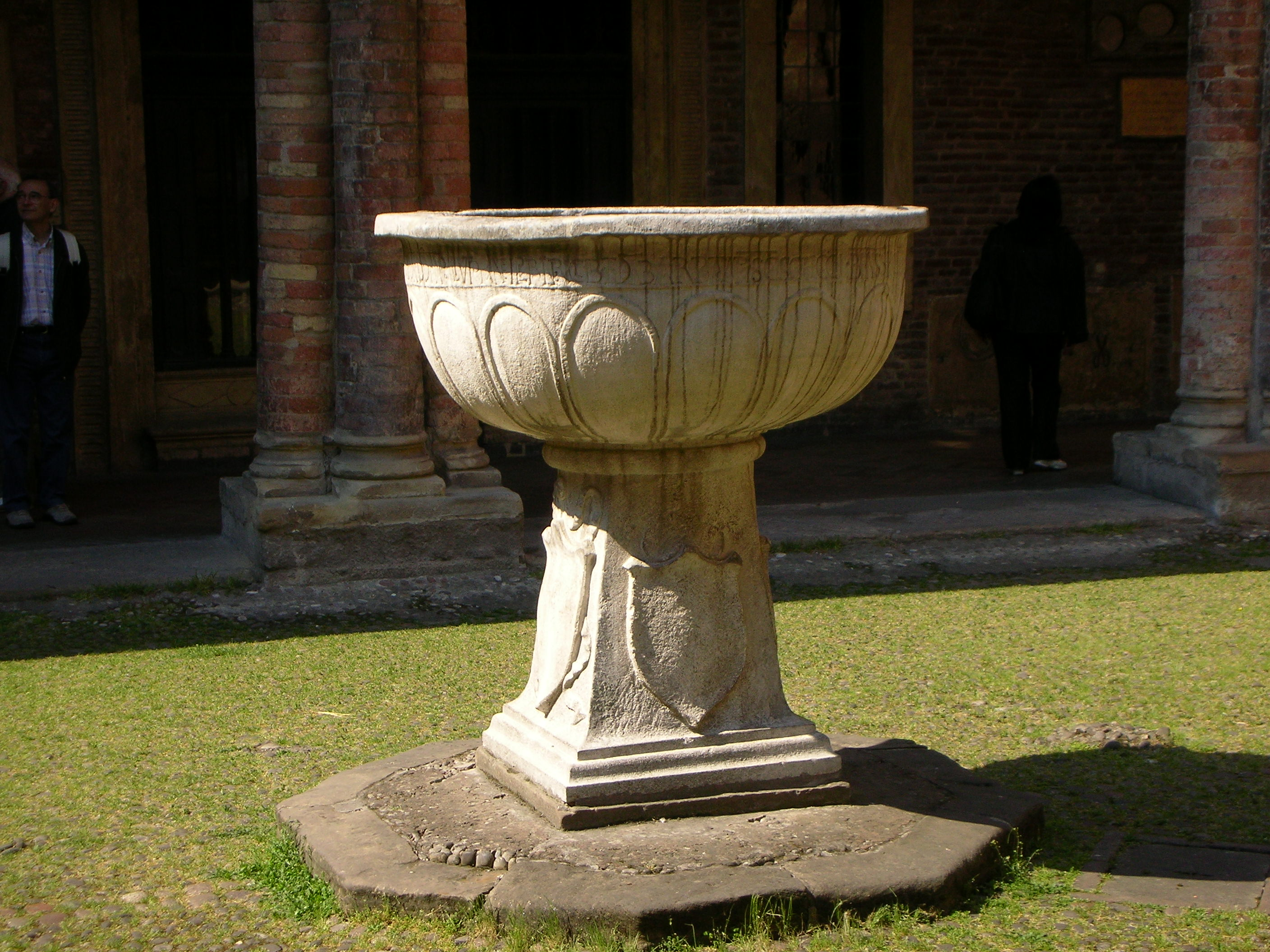
Het "Pilatus-bekken“ in het "Pilatushof" Basilika Santo Stefano in Bologna uit de 8e eeuw heeft een inscriptie met de namen van de koningen Liutprand en Hildebrand en de bisschop Barbatus.

Liutprand's doel, Rome in te nemen, werd echter blijkbaar niet opgegeven. De bedreiging van het pausdom in Rome bleef bestaan en verscherpte zich. Dux Godescalc was zonder inwilliging van de koning diens overleden neef Gregorius opgevolgd. De duces Godescalc van Benevento en Transamund II van Spoleto sloten in 739 een alliantie met paus Gregorius III. Liutprand rukte in 739 met een leger op en Transamund vluchtte naar Rome. In Spoleto stelde Liutprand in juni 739 Hilderic als dux aan. Hildebrand maakte misbruik van het ziek-worden van zijn oom, om zelf een greep naar de macht te doen. De koning was evenwel al snel weer hersteld en betrok Hildebrand nu als medekoning in de regering. De roep om hulp van de paus aan Karel Martel in 739 vond door diens vriendschap met Liutprand geen gehoor. Bijgevolg moest de paus op eigen houtje met Liutprand onderhandelen, wiens positie door de opstand van zijn neef Hildebrand van de Longobarden en door de voortdurende strijd met Spoleto was verzwakt.
In december 740 keerde Transamund II naar Spoleto terug en doodde de door Liutprand aangestelde Hilderic. Liutprand's oprukkende leger werd in 742 tussen Fanum (Fano) en Forum Simphronii (Fossombrone) door een Spoletisch-Byzantijns leger aangevallen. Dux Ratchis van Friaul en zijn boer vormden samen met hun mannen de achterhoede en dekten de opmars. Liutprand zette Transamund af en dwong hem ertoe in een klooster te trekken; zijn hertogdom viel aan Agiprand toe. Godescalc werd door de Beneventijnen tijdens zijn vlucht gedood en Liutprand stelde zijn neef Gisulf II als dux aan.
Met paus Zacharias sloot Liutprand in 742 vrede, waarbij hij aan zijn veroveringen in het ducatus van Rome verzaakte. De paus kon hem ook van de idee van een geplande veldtocht tegen Ravenna afbrengen.

#### Opvolging

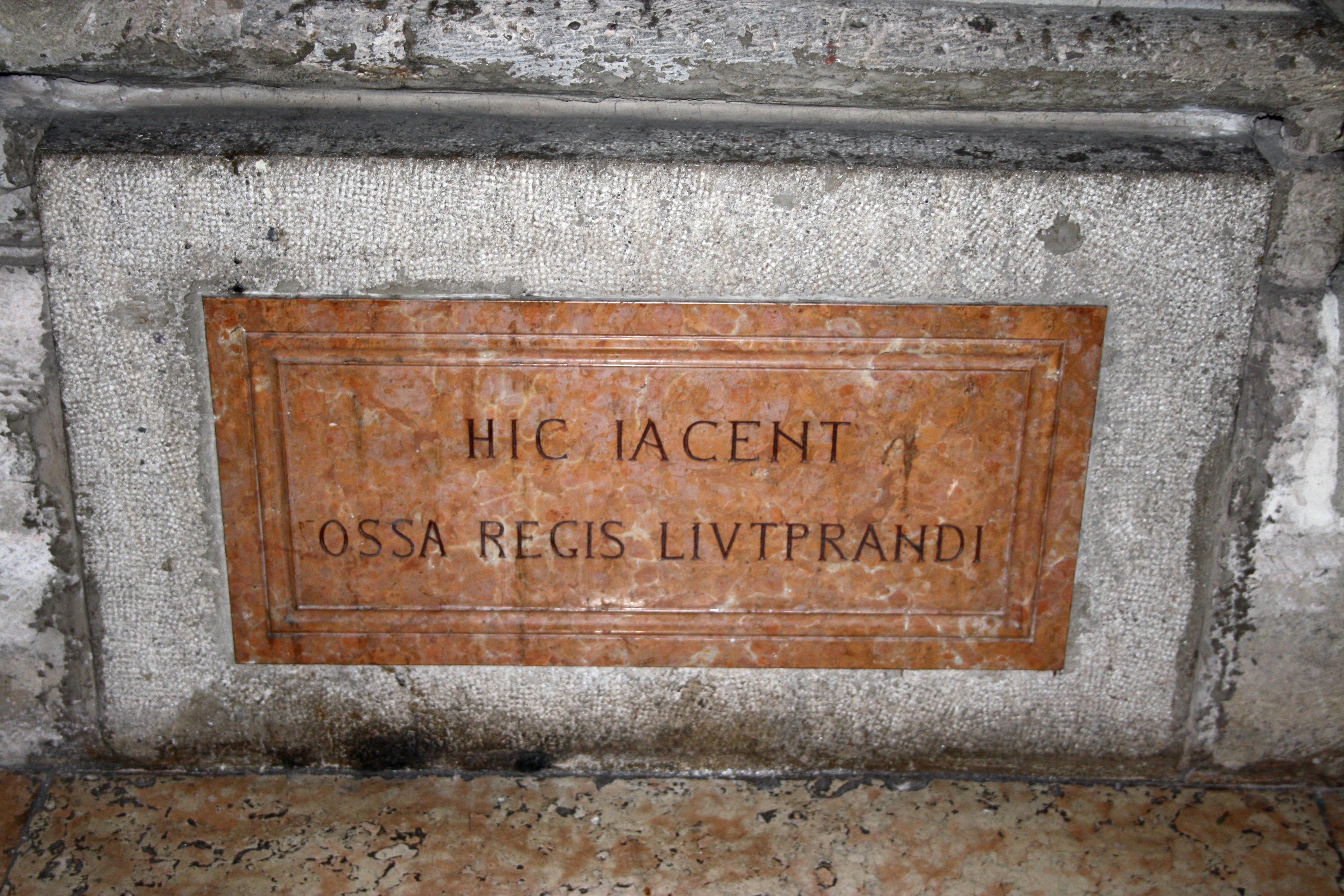
Grafmonument van Luitprand in San Pietro in Ciel d'Oro:
Hic iacent ossa regis Liutprandi
(Hier rusten de beenderen van koning Liutprand).

Liutprand stierf in januari 744 en werd, zoals zijn vader voor hem, in de Sint-Adriaankerk in Pavia bijgezet. Zijn neef Hildebrand aanvaardde vervolgens de opvolging, maar werd noch datzelfde jaar door Ratchis opgevolgd. In de 12e eeuw werd hij zijn stoffelijk resten naar de door hem gebouwde kerk San Pietro in Ciel d'Oro overgebracht. Verdere getuigen van zijn bouwactiviteiten zijn het Sint-Anastasiusklooster in Olonna (Corteolona) en het klooster in Bercetum (Berceto).

### Rechtswezen
Onder Liutprand werd het Longobardische recht door jaarstatuten uitgebreid. Hij hield jaarlijkse volksbijeenkomsten ter bekrachtiging van zijn wetten. Daardoor ontwikkelde het Longobardische volksrecht  zich tot een van de omvangrijkste en benaderde het een vorm van jurisprudentie. De Liutprandi Leges waren ten dele tegen het heidendom, ketterij en apostasie gericht: zo kwam het in 727 tot een verbod op waarzeggerij. Waarzeggers werden als slaven in het buitenland verkocht. Magie en verering van bomen en bronnen werd bij vrijgeborenen met een geldstraf, bij dienstmeiden en knechten met de verkoop als slaaf in het buitenland bestraft.
Hij regelde bij wet de ambtshiërarchie van de hertogen en gastaldi als koninklijke ambtsdragers in de steden, aan wie de schouten, decani en saltarii als hoofd van dorpen en kleinere landelijke gebieden waren ondergeschikt. Hij riep een landvrede uit en verbood vetes. De verkoop van vrijgeborenen als slaven in het buitenland werd officieel verboden.
In het erfrecht vond een toenadering tot het Romeinse recht plaats: waren er geen wettige zonen meer, dan erfde de wettige ongehuwde respectievelijk weduwe geworden dochter. Andere verwanten waren van de erfenis uitgesloten, in het bijzonder buitenechtelijke kinderen. In het Longobardische recht konden evenwel niet alle erfgerechtigden tegelijkertijd en in gelijke delen erven, maar slechts een voor een.
In het huwelijksrecht hief hij het verbod op gemengde huwelijken tussen Romeinen en Longobarden op. Het bedrag van de morgengave werd beperkt tot niet meer dan een vierde van het vermogen van de echtgenoot. Vrouwen werd "toestemmingsrecht" bij de keuze van een echtgenoot gegeven.
In 723 werd een wet uitgevaardigd, dat de wijding tot clericus van slaven van anderen strafbaar maakte en hun teruggave aan de bezitter verordende. Net weduwe geworden vrouwen mochten niet uit winstbejag door hun voogd in een klooster worden opgenomen. Een wet uit 727 ging over meiden, die in een klooster zouden intreden en onderweg daarheen huwden.